# Zachary Werenski
Zachary Werenski (né le 19 juillet 1997 à Grosse Pointe, au Michigan aux États-Unis) est un joueur professionnel américain de hockey sur glace.

## Biographie

### En club
En 2013, il débute avec l'United States National Development Team dans la United States Hockey League. Il passe ensuite aux Wolverines du Michigan. Il est repêché à la 8e position du repêchage d'entrée dans la LNH 2015 par les Blue Jackets de Columbus.
Lors des Séries éliminatoires de la Coupe Stanley 2020, Werenski dispute le premier match de la série contre le Lightning de Tampa Bay qui devient le quatrième plus long match de l'histoire de la LNH. Il joue 1 h 1 min 14 s et devient avec Seth Jones l'un des cinq seuls joueurs à avoir joué plus d'une heure dans la LNH pendant un seul match en compagnie de Sergueï Zoubov, Derian Hatcher et Dan McGillis.
Werenski débute la campagne 2022-2023 avec 3 buts et 5 aides en 13 parties. Le 10 novembre 2022, lors d'un match contre les Flyers, il se blesse à l'épaule en ratant une mise en échec. Le lendemain, il est annoncé qu'il manquera le reste de la saison.

## Statistiques

### En club
| Saison     | Équipe                             | Ligue      |     | Saison régulière | Saison régulière | Saison régulière | Saison régulière | Saison régulière |   | Séries éliminatoires | Séries éliminatoires | Séries éliminatoires | Séries éliminatoires | Séries éliminatoires |
| Saison     | Équipe                             | Ligue      | PJ  | B                | A                | Pts              | Pun              | PJ               | B | A                    | Pts                  | Pun                  |                      |                      |
| 2013-2014  | U.S. National Development Team U17 | USHL       | 31  | 5                | 13               | 18               | 17               | -                | - | -                    | -                    | -                    |                      |                      |
| 2013-2014  | U.S. National Development Team U18 | USHL       | 4   | 1                | 0                | 1                | 0                | -                | - | -                    | -                    | -                    |                      |                      |
| 2014-2015  | Wolverines du Michigan             | NCAA       | 35  | 9                | 16               | 25               | 8                | -                | - | -                    | -                    | -                    |                      |                      |
| 2015-2016  | Wolverines du Michigan             | NCAA       | 36  | 11               | 25               | 36               | 20               | -                | - | -                    | -                    | -                    |                      |                      |
| 2015-2016  | Monsters du lac Érié               | LAH        | 7   | 1                | 0                | 1                | 0                | 17               | 5 | 9                    | 14                   | 2                    |                      |                      |
| 2016-2017  | Blue Jackets de Columbus           | LNH        | 78  | 11               | 36               | 47               | 14               | 3                | 1 | 0                    | 1                    | 0                    |                      |                      |
| 2017-2018  | Blue Jackets de Columbus           | LNH        | 77  | 16               | 21               | 37               | 16               | 6                | 1 | 2                    | 3                    | 2                    |                      |                      |
| 2018-2019  | Blue Jackets de Columbus           | LNH        | 82  | 11               | 33               | 44               | 18               | 10               | 1 | 5                    | 6                    | 9                    |                      |                      |
| 2019-2020  | Blue Jackets de Columbus           | LNH        | 63  | 20               | 21               | 41               | 10               | 10               | 1 | 2                    | 3                    | 4                    |                      |                      |
| 2020-2021  | Blue Jackets de Columbus           | LNH        | 35  | 7                | 13               | 20               | 13               | -                | - | -                    | -                    | -                    |                      |                      |
| 2021-2022  | Blue Jackets de Columbus           | LNH        | 68  | 11               | 37               | 48               | 22               | -                | - | -                    | -                    | -                    |                      |                      |
| 2022-2023  | Blue Jackets de Columbus           | LNH        | 13  | 3                | 5                | 8                | 0                | -                | - | -                    | -                    | -                    |                      |                      |
| 2023-2024  | Blue Jackets de Columbus           | LNH        | 70  | 11               | 46               | 57               | 22               | -                | - | -                    | -                    | -                    |                      |                      |
| 2024-2025  | Blue Jackets de Columbus           | LNH        | 82  | 23               | 59               | 82               | 31               | -                | - | -                    | -                    | -                    |                      |                      |
| Totaux LNH | Totaux LNH                         | Totaux LNH | 567 | 113              | 271              | 384              | 146              | 29               | 4 | 9                    | 13                   | 15                   |                      |                      |

### En équipe nationale
| Année | Équipe            | Compétition                 |   | PJ | B | A | Pts | Pun                |  | Résultat |
| 2015  | États-Unis junior | Championnat du monde junior | 5 | 1  | 1 | 2 | 2   | 5e place           |  |          |
| 2016  | États-Unis junior | Championnat du monde junior | 7 | 2  | 7 | 9 | 4   | Médaille de bronze |  |          |
| 2019  | États-Unis        | Championnat du monde        | 2 | 0  | 0 | 0 | 0   | 7e place           |  |          |
| 2024  | États-Unis        | Championnat du monde        | 8 | 2  | 5 | 7 | 8   | 5e place           |  |          |
| 2025  | États-Unis        | Confrontation des 4 nations | 4 | 0  | 6 | 6 | 0   | Finalistes         |  |          |

## Trophées et honneurs personnels

### Ligue nationale de hockey
- 2016-2017 : 
  - nommé dans l'équipe d'étoiles pour joueurs recrus[5]
  - nommé recrue du mois de novembre
- 2017-2018 : participe au 63e Match des étoiles (1)
- 2021-2022 : participe au 66e Match des étoiles (2)